# Jenelle Hutcherson
Jenelle Hutcherson (15 de noviembre de 1985) es una artista del cabello, activista, figura pública, diseñadora, mentora de jóvenes y visionaria estadounidense. Es conocida por ser la primera concursante abiertamente lesbiana y la primera concursante en llevar un esmoquin en el concurso Miss Long Beach en 2011 en Long Beach, y en el Miss California USA en Palm Desert en 2012. Su participación en los concursos de belleza destrozó los estereotipos en muchos ángulos; grupos feministas, mujeres que nunca se adecuan al ideal de belleza de la sociedad, mujeres marimacho que se quieren a sí mismas (esmoquin y bañadores /ella confeccionó y cosió sus propios trajes para los concursos de belleza), el estándar de que sólo las mujeres femeninas entran en los concursos de belleza, y que las mujeres de minorías decentes no ganan concursos de belleza.
Hutcherson se convirtió en un nombre en la comunidad LGBT, la comunidad de los concursos de belleza, y fue titular de noticiarios como NBC, CBS, KCAL9, Huffington Post, After Ellen, The Advocate, NOH8 Campaign, Courage Campaign, GLAAD, SDGLN (San Diego Gay and Lesbian News), Curve Magazine, Greaterlongbeach.com, Press-Telegram, y Los Angeles Times. La campaña de “Vota a Jenelle” fue internacional después de que Afterellen.com publicase un artículo sobre Hutcherson en septiembre de 2011.

## Biografía
Hutcherson es de ascendencia nativo-americana, mexicana, española y de Tennessee. Se crio en Wasco, Ca, donde su padre y su madre tenían un negocio propio (Golden Empire Fire Protection). Asistió a una escuela pública durante la educación infantil, y ya en la escuela media se cambió a una escuela privada de una organización cristiana.
A los 10 años de edad, su padre falleció de SIDA. Él no contrajo la enfermedad de la manera en que la mayoría de la gente lo asume por ignorancia, sino que la contrajo en la consulta del dentista. Poco después de su muerte, su madre se mudó junto con ella y su hermano a Bakersfield, Ca. Allí ella crio a ovejas y caballos junto a su familia en el local 4-H Club.
En la escuela media, Jenelle sufría bullying por haber ganado peso y por no poder costearse ropa de marca como el resto de sus compañeros. Su madre, la única sustentadora de la familia, hacía lo que podía para equilibrar la vida familiar en casa para ella y para su hermano. En el instituto, a los 16 años de edad, salió del armario, ella sabía que era lesbiana desde los 5 años de edad. En el instituto, era maltratada por su sexualidad y por ser quien era, así como por defenderse a ella misma.
Su madre cuestionó cosas de porqué ella se sentía de esa manera e incluso le sugirió ir a terapia (aunque ella sería una gran fuente de apoyo para Jenelle). Su abuela era estilista del cabello y le inspiró para ir a la escuela y sacarse su licencia en cosmetología. Entonces asistió a un reconocido artista en el área en Afif Hair International durante cuatro años. En la escuela de belleza, tuvo que hacer frente a más adversidades, ya que era analizada por el dueño por ser abiertamente homosexual e incluso uno de sus instructores le dijo que nunca conseguiría ser estilista.
Durante todo el tiempo en que ella era maltratada, Jenelle admite que su ira y su odio creció hacia todo el mundo e incluso hacia ella misma. Admite haberse permitido ser exactamente lo que esas personas fueron para ella cuando era más joven, una abusona. Esta actitud le condujo a una dependencia por herir a los otros, una pérdida por su autorrespeto, lo cual le condujo a las drogas y el alcohol. Jenelle ha declarado, "Llega un punto en nuestra vida en que tenemos que responsabilizarnos por quien somos y por la energía que ponemos en el mundo." Este fue su punto de no retorno, para dejar de vivir la vida como una adulta abusona y usar esa energía que Dios le dio para hacer el bien; para ayudar, no para herir ni para propagar el odio. Un dicho que su madre siempre le decía para razonar con ella era: "Tú tienes la elección de usar tu poder para el bien o para el no bien."
Se mudó a Long Beach en 2008 para trabajar en la ciudad en el Salón The Den. Era exitosa y con una larga lista de clientela en sólo su primer año y ayudó a construir el negocio desde cero junto a otros dueños de salones, Andrew y Allison Kripp. The Den Salon la acogió y la ayudó a crecer como artista y como persona. Ahora trabaja como Artista Jefe en Den Salon, el salón y los empleados se han convertido en su familia. Juntos, como un equipo de increíbles artistas y como un fuerte negocio en la ciudad, emprendieron el reto de hacer su parte de construir una red de negocios locales "fresh face" en el área de Dowtown Long Beach dirigido por la Dowtown Long Beach Association (DLBA).
En octubre de 2010, mientras trabajaba en The Den Salon, solamente 2 semanas antes de que el título de 2011 fuese dado a Monique Villa, Justin Rudd, el director de Miss Long Beach y Southern California Cities, y Jenelle tuvo una conversación épica que cambiaría para siempre la manera en que el mundo mira a los concursos de belleza, las mujeres, la comunidad LGBt y Long Beach. Rudd preguntó a Hutcherson si a ella le interesaría entrar en el concurso Miss Long Beach. Ella dijo que solamente había una manera en que ella podría ser parte del evento y era siendo ella misma. Justin y Jenelle discutieron sobre el vestuario (esmoquin y bañador), y como resultado decidieron que no podía hacerlo hasta el año siguiente (noviembre de 2011 para el título de 2012) ya que era diferente de lo que normalmente se mostraba y que cambiaría el mundo de los concursos de belleza en Long Beach y pronto en California.
Como mentora para el programa Mentoring Youth Through Empowerment (MYTE) para edades de los 13 a los 18 años de edad en el Center of Dowtown Long Beach, y tratando el acoso y todos los casos de actitud negativa hacia la comunidad gay, Jenelle estaba lista para entrar en el mundo de los concursos de belleza. Estando muy segura de quien era, Jenelle esperó ser un ejemplo y hacer que la gente se conciencie de quienes son. Especialmente aquellos deseducados que se oponen a la comunidad LGBT.
Su trabajo y su visión han inspirado a muchos, y su historia de entrar en el mundo de los concursos de belleza con un propósito real ha alcanzado a todo el mundo. Después de ser pionera y de ver la respuesta, Jenelle entró en el concurso Miss California USA 2012 para llegar a más gente. "Para abrir al menos la mente de un adulto o dar esperanza a un niño. Para enseñar más sobre el amor y menos sobre el odio. Para inspirar y crear." Estas fueron las palabras que se harían eco a través de la comunidad.
Ahora como mentora en el programa LGBTQ Centrer of dowtown Long Beach MYTE, una reconocida artista del cabello especializada en corte de pelo/color en tres dimensiones, una diseñadora de su propia línea de esmóquines y bañadores, un programa en su nombre Scholarship for Tuxedos, y una pionera por ser la primera participante en concursos de belleza abiertamente gay en la historia local y estatal (Miss Long Beach Nov.2011/Miss California USA Ene.2012), ella ha tenido éxito en superar los obstáculos a los que se ha enfrentado, así como en convertirse en un buen ejemplo para la juventud.